# Campeonato Mundial de Esquí Acrobático de 2009
El XII Campeonato Mundial de Esquí Acrobático se celebró en la localidad de Inawashiro (Japón) entre el 2 y el 8 de marzo de 2009 bajo la organización de la Federación Internacional de Esquí (FIS) y la Asociación Japonesa de Esquí.

## Países participantes
Participaron en total 282 esquiadores (170 hombres y 112 mujeres) de 32 federaciones nacionales afiliadas a la FIS:
| - Alemania (1/3) - Australia (4/7) - Austria (5/3) - Bielorrusia (4/1) - Canadá (13/14) - China (7/9) - Corea del Sur (4/4) | - Dinamarca (-/1) - Eslovenia (3/2) - España (-/2) - Estados Unidos (16/11) - Finlandia (7/-) - Francia (14/5) - Grecia (2/-) - Hong Kong (-/1) | - Irlanda (2/-) - Italia (6/1) - Japón (16/12) - Kazajistán (6/4) - Liechtenstein (1/-) - Mongolia (2/-) - Noruega (6/2) - Nueva Zelanda (2/1) | - Polonia (2/1) - Reino Unido (10/9) - República Checa (5/2) - Rumania (-/1) - Rusia (9/4) - Suecia (7/1) - Suiza (12/9) - Taiwán (1/-) - Ucrania (3/2) |

## Medallistas

### Masculino
| Evento                     | Oro                                      | Plata                                 | Bronce                                |
| -------------------------- | ---------------------------------------- | ------------------------------------- | ------------------------------------- |
| Baches (07.03)             | Patrick Deneen Estados Unidos 23,41 pts. | Tapio Luusua · Finlandia · 21,89 pts. | Vincent Marquis · Canadá · 21,66 pts. |
| Baches en paralelo (08.03) | Alexandre Bilodeau · Canadá              | Nobuyuki Nishi Japón                  | Tapio Luusua · Finlandia              |
| Halfpipe (05.03)           | Kevin Rolland Francia 45,5               | Justin Dorey · Canadá · 45,3          | Xavier Bertoni Francia 43,5           |
| Salto aéreo (04.03)        | Ryan St. Onge Estados Unidos 254,66      | Steve Omischl · Canadá · 252,07       | Warren Shouldice · Canadá · 240,14    |
| Campo a través (02.03)     | Andreas Matt · Austria                   | Thomas Zangerl · Austria              | Davey Barr · Canadá                   |

### Femenino
| Evento                     | Oro                            | Plata                               | Bronce                                       |
| -------------------------- | ------------------------------ | ----------------------------------- | -------------------------------------------- |
| Baches (07.03)             | Aiko Uemura Japón 24,71 pts.   | Jennifer Heil · Canadá · 22,88 pts. | Nikola Sudová · República Checa · 21,76 pts. |
| Baches en paralelo (08.03) | Aiko Uemura Japón              | Miki Ito Japón                      | Hannah Kearney Estados Unidos                |
| Halfpipe (05.03)           | Virginie Faivre · Suiza · 40,4 | Megan Gunning · Canadá · 40,2       | Jennifer Hudak Estados Unidos 38,4           |
| Salto aéreo (04.03)        | Li Nina China 203,21           | Xu Mengtao China 197,04             | Jacqui Cooper Australia 194,32               |
| Campo a través (02.03)     | Ashleigh McIvor · Canadá       | Karin Huttary · Austria             | Méryll Boulangeat Francia                    |

## Medallero
| Núm. | País            | Oro | Plata | Bronce | Total |
| ---- | --------------- | --- | ----- | ------ | ----- |
| 1    | Canadá          | 2   | 4     | 3      | 9     |
| 2    | Japón           | 2   | 2     | 0      | 4     |
| 3    | Estados Unidos  | 2   | 0     | 2      | 4     |
| 4    | Austria         | 1   | 2     | 0      | 3     |
| 5    | China           | 1   | 1     | 0      | 2     |
| 6    | Francia         | 1   | 0     | 2      | 3     |
| 7    | Suiza           | 1   | 0     | 0      | 1     |
| 8    | Finlandia       | 0   | 1     | 1      | 2     |
| 9    | Australia       | 0   | 0     | 1      | 1     |
| 9    | República Checa | 0   | 0     | 1      | 1     |
|      | TOTAL           | 10  | 10    | 10     | 30    |